# Bodenständig 2000
Bodenständig 2000 war eine deutsche Elektropop-/Chiptune-/Bitpop-Gruppe, die 1995 von Dragan Espenschied und Bernhard Kirsch gegründet wurde. Die Musiker bezeichnen sich selbst als „Pioniere der Heimcomputer-Volxmusik“.

## Bandgeschichte
1999 veröffentlichten sie ihr Debütalbum Maxi German Rave Blast Hits 3 bei Rephlex Records in London. Zu hören ist eine Mischung aus Chiptunes, Rave und Eurodance mit deutschen Texten. Das Album wurde vollständig in Heimarbeit auf Nicht-Profi-Equipment und Heimcomputern mit teilweise selbst entwickelter Software erstellt.
Im weiteren Verlauf erschienen einige kleinere Veröffentlichungen wie Remixes oder Kompilationen. Im Juni 2003 erschien die EP Hart rockende Wissenschaftler bei Feed The Machine records, Detroit. Sie enthielt härtere Chiptune-Tanzstücke auf der einen Seite und folkloristisch angehauchte Harmoniegesänge auf der B-Seite.
Dazwischen fanden häufig Konzerte statt – neben Deutschland vor allem in Belgien, Frankreich, Großbritannien (hier vor allem London) und den Vereinigten Staaten. Auf Einladung des Goethe-Instituts konnten die Musiker 2003 das Eröffnungskonzert des Version>3-Festivals in Chicago bestreiten.
2004 wurde ihr Stück In Rock 8-Bit für die Computeranimation The Annoying Thing verwendet, die später unter dem Namen Crazy Frog weltweit vermarktet wurde.
Im Juli 2006 erreichte Bodenständig 2000 kurzfristig weltweite Bekanntheit wegen ihres Rückzugs aus dem Musikportal iTunes, den die Künstler mit grundlegenden Bedenken gegen das restriktive DRM begründeten. Diese Aktion schlug Wellen in der Blogosphäre und wurde sogar in einem Artikel in der International Herald Tribune gewürdigt. Dem Vorwurf eines beabsichtigten PR-Gags erwehrten sich die Musiker, indem sie die fraglichen Musikstücke kostenlos zum Download zur Verfügung stellten.
Seit 2010 ist die Gruppe inaktiv.

## Diskografie

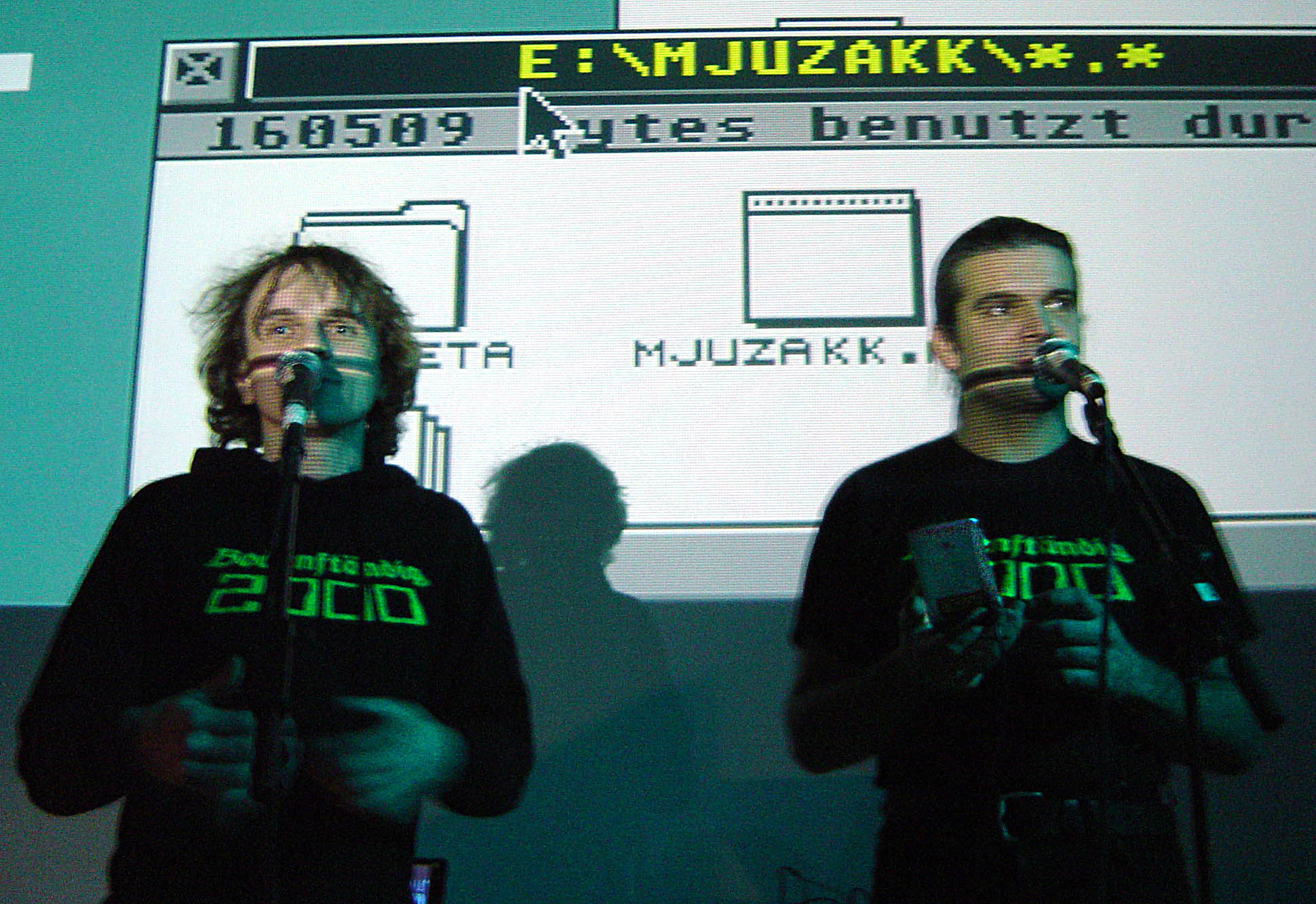
Bodenständig 2000 in der Deitch Gallery 2005, New York

- 1999: Maxi German Rave Blast Hits 3 (Album)
- 2003: Hart rockende Wissenschaftler (EP)
- 2001–2004: Plankalkül Re-mixe (Web)
- 2007: Uber Album (Album, Vinylversion limitiert auf 256 Stück)